# Tétouan

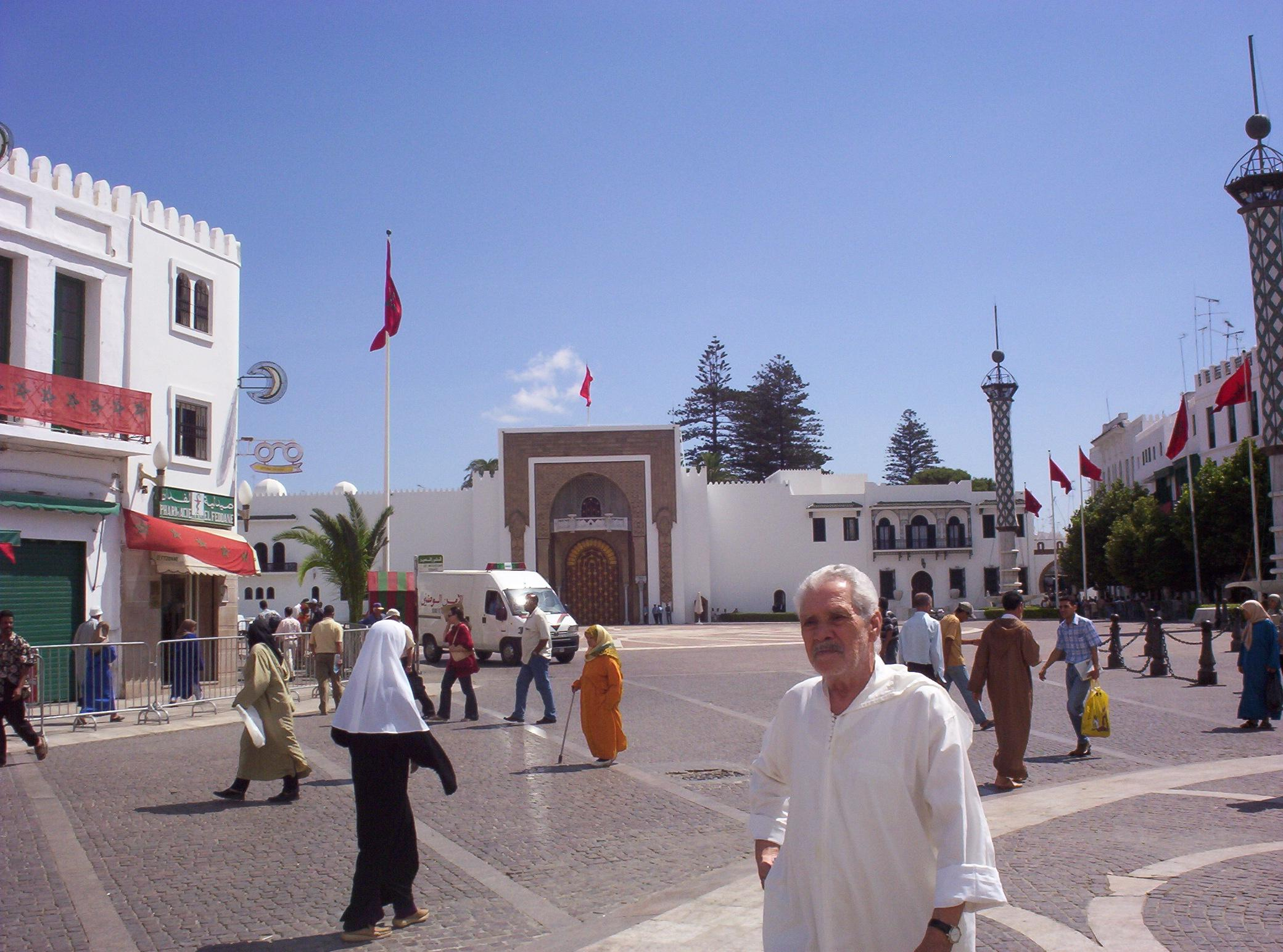
Torget vid det kungliga palatset i Tétouan.

Tétouan (arabiska: تطوان Titwan eller Tittawen (betyder ögon på berbiska), berberspråk: ⵜⵉⵟⵟⴰⵡⵉⵏ, spanska: Tetuán) är en stad i norra Marocko, nära Medelhavet, och är den näst största staden i regionen Tanger-Tétouan-Al Hoceïma. Tétouan är administrativ huvudort för provinsen med samma namn. Folkmängden i centrala Tétouan uppgick till 380 787 invånare vid folkräkningen 2014, medan hela storstadsområdet (inklusive kuststäderna Martil och M'diq) hade 501 369 invånare vid samma tidpunkt.
Arabiska är stadens officiella språk, men spanska och franska talas av många. Den största religionen i området är islam, men här finns också en minoritet judar och kristna.

## Stadsbeskrivning
Tétouan ligger omkring 60 kilometer öster om staden Tanger och 40 kilometer söder om den spanska enklaven Ceuta och Gibraltar sund. Tétouan ligger mitt i ett bälte av frukträdgårdar med apelsin, mandel, granatäpple och cypress, i den nordligaste delen av Rifbergen. Den är ett administrations- och handelscentrum, med hantverk och lätt industri. I staden finns en musikskola och flera konstskolor.
Medinan, den gamla innerstaden, är av traditionell karaktär, med vita och låga hus. Medinan, som på tre sidor omges av gamla murar, är sedan 1997 ett världsarv. Alldeles utanför en av ingångarna till medinan ligger det kungliga palatset, framför vilket det ligger ett stort torg. Staden har ett arkeologiskt museum, och här finns också en borg (påbörjad 1286) samt många moskéer och fontäner.

## Historia
Staden grundades på 300-talet f.Kr. Arkeologiska lämningar från både romersk och fenicisk tid har hittats.
Omkring år 1305 byggdes en stadsmur runt staden av den merenidiska kungen Abu Thabit. Staden användes sedan som bas för attacker på Ceuta. Staden förstördes cirka år 1400 av spanjorerna, då pirater använt staden som skydd. Vid slutet av 1400-talet återuppbyggdes Tétouan av flyktingar från den spanska reconquistan. 
Åren 1910–1956 var Tétouan huvudstad i Spanska Marocko. Den blev sedan en del av det 1956 grundade självständiga landet Marocko som bildats av Franska Marocko och större delen av Spanska Marocko.
Tétouan blev även hem för en stor grupp judar som emigrerade från Spanien efter reconquistan och den spanska inkvisitionen. I den judiska församlingen talar man ladino. Några av dem emigrerade senare till Oran och långt senare till Israel, Frankrike och Kanada. I dag bor inte många judar kvar i Tétouan.